# Nechung
Nechung ou Nechung Chok (tibétain : གནས་ཆུང་དགོན།, Wylie : gnas chung dgon, THL : nechung gön, « la petite résidence », chinois simplifié : 乃琼寺 ; chinois traditionnel : 迺瓊寺 ; pinyin : nǎiqióng sì) est un monastère tibétain, siège de l'Oracle d'État du Tibet. Il est aussi parfois nommé Sungi Gyelpoi Tsenkar, littéralement « la Forteresse Démoniaque du Roi-Oracle ».
Il est situé à environ dix minutes de marche en aval du monastère de Drepung, et fut la demeure de Pehar, dont on disait qu'il avait trois têtes et six bras, chef des gardiens protecteurs de la tradition Gelugpa (école des bonnets jaunes), et le siège de l'Oracle de Nechung. C'est un monastère de taille moyenne qui abritait jusqu'à une centaine de moines.

## Histoire et fonction

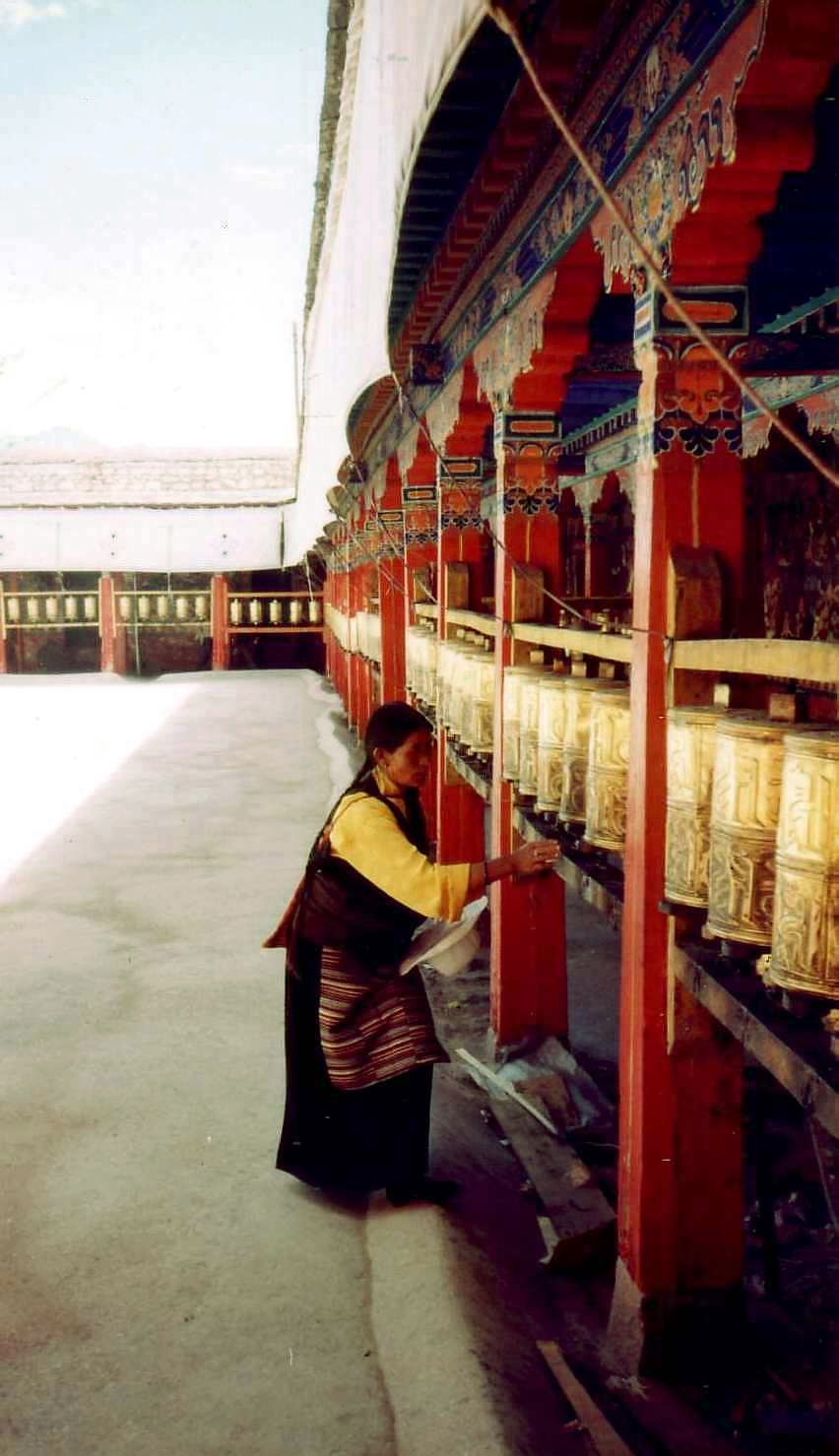
Des moulins à prières à Nechung Chok, Lhassa.

Il existe plusieurs versions sur l'origine de Nechung. Selon l'une d'entre elles, au VIIIe siècle, le traducteur Bairotsana, un célèbre disciple de Padmasambhava, vit des apparitions miraculeuses près d'un arbre. Padmasambhava lui déclara qu'il s'agissait de la résidence de Dorjé Dragden, dieu ministre de Péhar à qui il confia la protection du monastère de Samyé, récemment bâti, prédisant qu'un temple y serait construit. Ce qui advint sous le règne de Mouni Tsempo, fils de Trisong Detsen, qui bâtit un temple pour protéger l'arbre. À cette époque, Néchen, le grand lieu, autre nom de Samyé, et Nechung, le petit lieu, étaient liés spirituellement.
Lama Shang Tsöndru Dragpa qui vivait à Tsel Gungthang (de) où furent bâtis le monastère de Tsel Yanggön (de) en 1175, puis un peu plus tard celui de Gungthang Tsuglgkhang, vint à méditer au monastère de Samyé où il eut nombre de visions des maîtres fondateurs, établissant une relation forte avec Péhar/Dorjé Dragden qui l'accompagna lors de son retour dans son monastère de Tsel Gungthang dont il devint ultérieurement le protecteur. Lama Shang, ou l'un de ses successeurs, rompit avec Dorjé Dragden, enferma les objets qui lui servaient de support dans une boite qu'il jeta dans la rivière Kyichu à proximité. Chogpa Jangchub Palden, l'abbé du collège de Drépung Déyang situé en aval, visualisa la scène, envoyant un moine récupérer la caisse sur le fleuve. Ce dernier la rapporta jusqu'à Yulo Kö où la caisse devint trop lourde pour qu'il poursuive, et il s'exclama Lama Khyeno en s'appuyant sur un rocher où l'expression apparut spontanément en relief bien plus tard, rocher qui fut dynamité des deux tiers lors de la révolution culturelle. Incapable de continuer à porter la caisse, il l'ouvrit. Elle contenait, outre le costume du dieu, un pigeon qui s'envola pour se poser sur un arbre en lequel il se fondit. En entendant le récit du moine, Chogpa Jangchub Palden remarqua que l'arbre du dieu était un endroit (né) bien trop petit (chung) et fit bâtir, pour protéger l'arbre, un temple, Nechung, où l'on peut voir de nos jours l'arbre desséché. Le temple, qui fut placé sous la responsabilité de l'abbé Ba Pelyang et à la charge de 4 moines, abrita une statue de Tara de turquoise, un des supports vitaux de Péhar venant de Bhata Hor. On commença à appeler ce lieu Nechung Yulo Kö, le lieu petit orné de pétales de turquoise, Yulo Kö étant le nom d'un village près de Nechung.

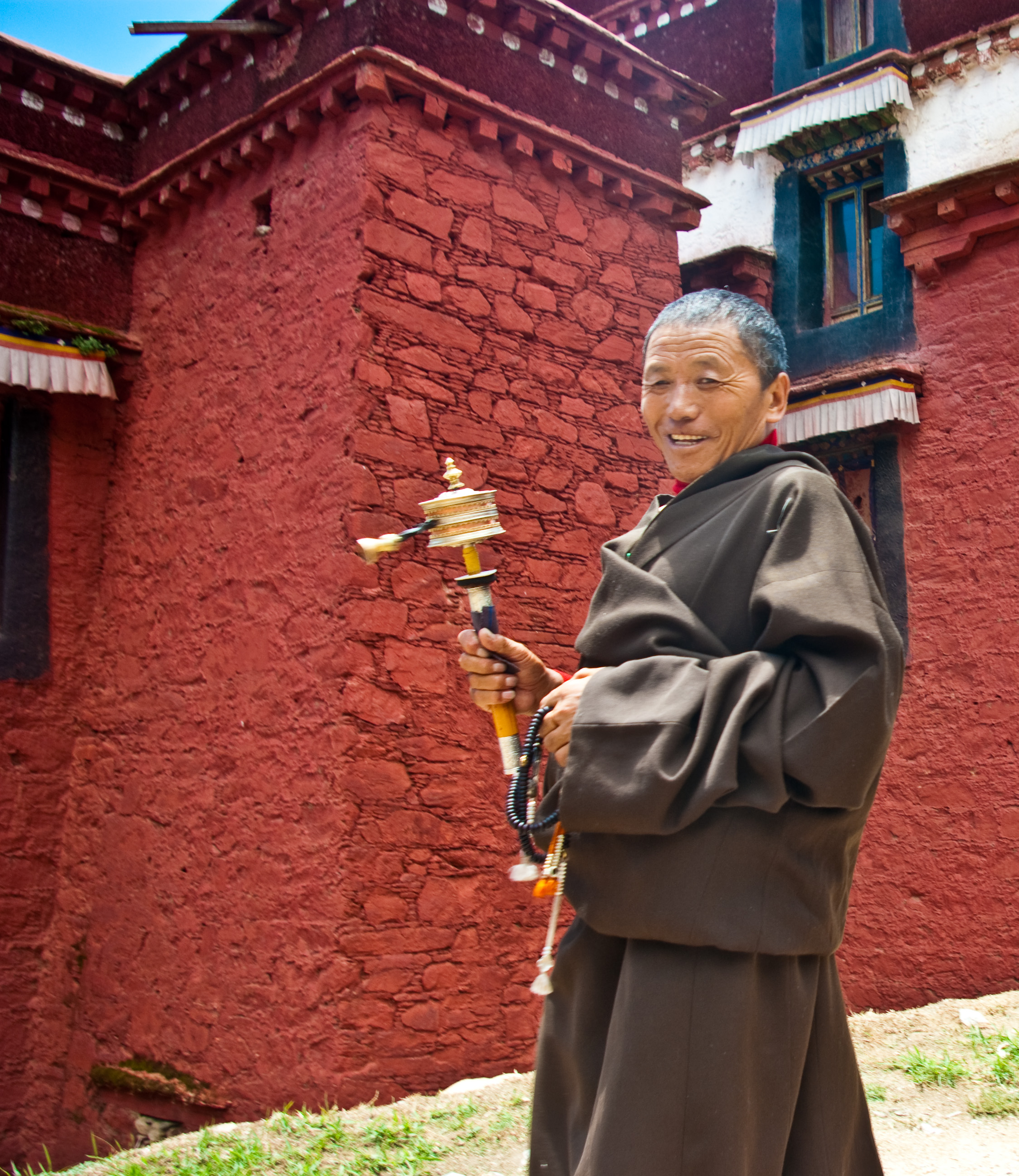
moine avec un moulin à prière

Le monastère de Nechung, qui comportait initialement 4 moines, en compta 50 puis 101 sous le règne de Lobsang Gyatso, 5e dalaï-lama (1617 — 1682), puis 115 sous celui de Thubten Gyatso 13e dalaï-lama (1876 — 1933). Le Nechung Kuten ayant rang d'abbé était à sa tête, tandis qu'à partir du XIXe siècle Nechung Rinpoché et le Nechung Dépa étaient des responsables administratifs, tous trois nommés par le gouvernement du Tibet. Il fut le siège de l'Oracle d'État jusqu'au soulèvement tibétain de 1959, date à laquelle il s'enfuit avec le Tenzin Gyatso, 14e dalaï-lama en Inde, où il réside actuellement en exil à Dharamsala. Les dalaï-lamas l'ont traditionnellement toujours consulté avant de prendre des décisions importantes. Selon l'actuel Kuten de Nechung Thubten Ngodup, seuls 6 des moines du monastère purent s'enfuir et gagner l'Inde. De ceux qui restèrent au Tibet, une poignée seulement survécurent. Nechung fut en partie détruit et transformé en entrepôt agricole, sa cour en cour de ferme, tandis que ses trésors furent, pour la plupart, pillés.
Il fut également la résidence du protecteur Pehar, une divinité horpa, qui se trouvait à l'est du lac Kokonor. Selon la tradition, celui-ci aurait été mené à l'origine au temple de Samyé par Padmasambhava, qui lui aurait demandé de protéger le dharma. Rolf Stein évoque son rapatriement par Tara Lugong, un général bön, qui avait pris possession d'une école de méditation dans les environs de Kanchow appartenant aux Bhaţa Hor, une tribu ouïghoure, durant le VIIIe siècle. Pehar fut considéré comme la divinité protectrice des trésors du monastère de Samyé puis, plus tard, comme le « protecteur de la religion ».
Sous le règne du 5e dalaï-lama (de 1642 à 1682), Pehar déménagea d'abord de Samyé à Tsel Gungthang (de), l'ancienne résidence de Lama Shang Tsöndru Dragpa (XIIe siècle), puis au site actuel du monastère de Nechung.
Bien que l'Oracle d'État soit un moine nyingmapa, son autorité est acceptée par les Gelugpas et il est dorénavant choisi pour sa réceptivité à la possession par Pehar Gyalpo durant la transe. Il est considéré comme étant l'intermédiaire portant la parole de Dorje Draken, l'un des avatars de Pehar parmi les humains.
Quand l'Oracle est possédé par Pehar, il devient très agité, a la langue pendante et les yeux injectés de sang, présente une force surhumaine, soulevant de lourds poids et tordant des épées etc. Il marmonne des mots qui sont enregistrés et interprétés par des moines, et bénit le grain qui est plus tard distribué aux foules,.
À la différence de la plupart des shamans d'Asie centrale, dont on dit qu'ils abandonnent leur corps lorsqu'ils sont en transe et voyagent tout autour des terres et des esprits d'où ils rapportent des messages, les oracles tibétains agissent en tant que « porte-parole des dieux ou esprits qui les possèdent et parlent à travers eux, la plupart du temps sans qu'ils aient connaissance de ce qui est dit en cette occasion, bien qu'ils répondent directement aux questions de ceux qui viennent les consulter ». La tradition des oracles a été héritée d'une religion pré-bouddhiste, le Bön. Le 5e dalaï-lama fut « le premier à institutionnaliser l'Oracle d'État de Nechung ».
Le monastère de Nechung fut presque entièrement détruit durant la révolution culturelle et l'annexion du Tibet par la Chine, mais a été en grande partie restauré, une grande statue de Padmasambhava ayant été installée au second étage. Il y a un collège de débats dialectiques à l'est de Nechung qui rassemble de nouveau aujourd'hui de jeunes étudiants.

## Monastère à Dharamsala en Inde

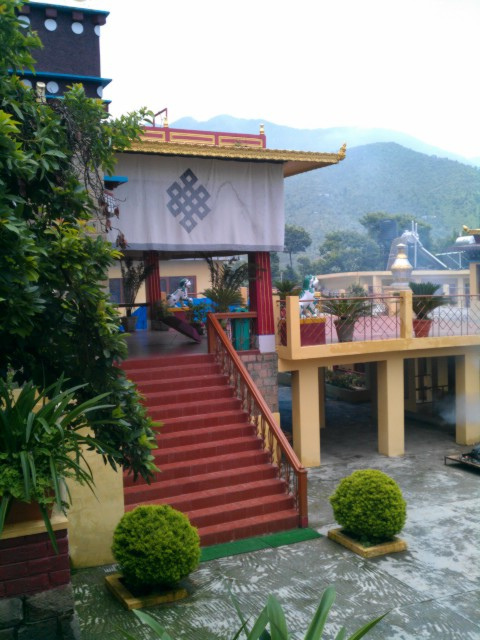
Nechung, Dharamsala

Un nouveau monastère de Nechung a été construit à Dharamsala en Inde. Les moines de Nechung en exil louèrent une maison faisant office de monastère avant d'acquérir un terrain près de la Bibliothèque des archives et des œuvres tibétaines à Gangchen Kyishong où les travaux débutèrent en 1977. Le bâtiment pour loger les moines fut terminé en 1979. Les travaux du monastère et du temple débutèrent en 1981 pour finir en 1984 avant son inauguration par le 14e dalaï-lama le 31 mars 1985. Au Tibet, Nechung était réputé pour la qualité de ses broderies appliquées, et les moines le mirent à profit en Inde, où une des sources principales de revenus du monastère devint la broderie de couvre-lits, d'oreillers ou de nappes vendus à une Française surnommée Ama Efung par les moines.
En 1990, Khenpo Jigme Phuntsok donna des enseignements aux moines du monastère de Nechung de Dharamsala.

## Galerie de photo

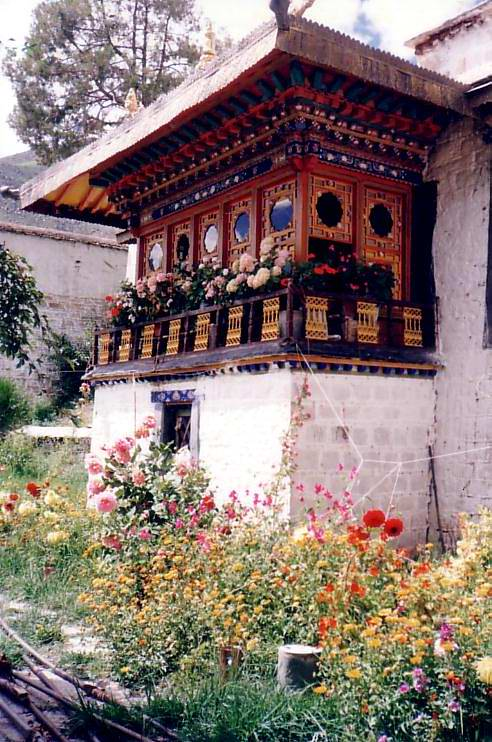
Retraite du 13e Dalaï Lama, Nechung, Tibet
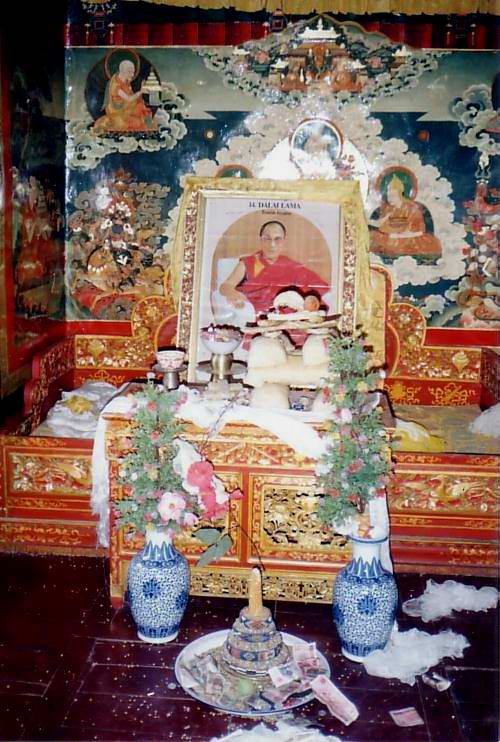
Trône attendant le retour du Dalaï Lama (1993). Retraite du 13e Dalaï Lama, Nechung, Tibet.
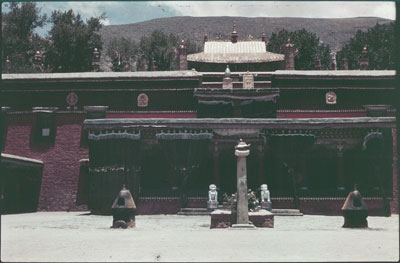
Le temple principal du monastère de Nechung, avec au premier plan un pilier et deux brûleurs d'encens, et au second plan deux pierres sculptées en forme de lion, photo datant d'avant 1950.
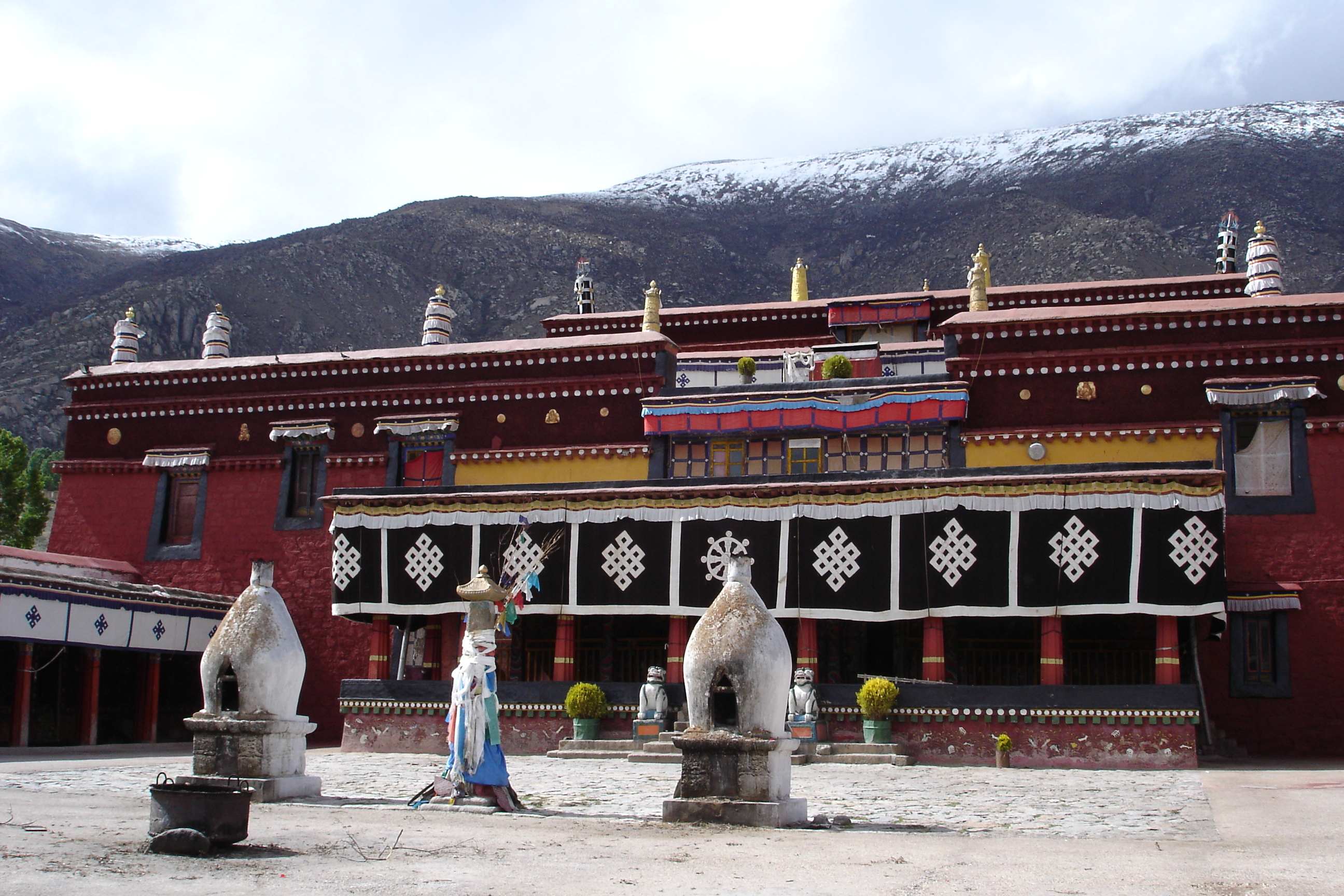
Le même temple en 2006.